# Plastophora conferta
Plastophora conferta är en tvåvingeart som beskrevs av Borgmeier 1967. Plastophora conferta ingår i släktet Plastophora och familjen puckelflugor. Inga underarter finns listade i Catalogue of Life.